# Christopher Jackson (actor)
Christopher Neal Jackson (Metropolis, Illinois, 30 de septiembre de 1975) es un actor, cantante, músico y compositor estadounidense. Comenzó su carrera en 1995, a los veinte años de edad, cuando protagonizó el musical de Off-Broadway Time and the Wind, del compositor Galt MacDermot. Debutó en Broadway en 1997, como parte del elenco de El rey león, en el que interpretó el papel de Simba, primero como suplente y años más tarde como titular. Protagonizó varios musicales y obras de Broadway, como After Midnight, Bronx Bombers, Holler If Ya Hear Me y Memphis. Ha realizado varias colaboraciones con Lin-Manuel Miranda, entre las que destacan su interpretación de Benny en In the Heights y George Washington en Hamilton. Por este papel, fue nominado a un Premio Tony al mejor actor de reparto en un musical. También trabajó con Miranda en la película de Disney Moana, en la que interpreta al jefe Tui. Otros de sus trabajos en cine incluyen papeles secundarios en After.Life y Tracers.
Jackson personifica a Chunk Palmer en el drama televisivo Bull. Otros trabajos en televisión incluyen el papel recurrente de Perry Loftus en el drama de HBO Oz y participaciones como artista invitado en Fringe, Gossip Girl, Nurse Jackie, The Good Wife y White Collar. Por su labor como compositor, Jackson ha obtenido un Premio Daytime Emmy a la mejor canción original por "What I Am", de Plaza Sésamo. También ha compuesto canciones para LL Cool J, Sean Kingston y will.i.am. En 2018, Jackson recibió un título honorífico de doctor en Bellas Artes por parte de la Universidad Oglethorpe, de Atlanta, Georgia.

## Primeros años
Jackson nació en Metropolis, Illinois y creció en Cairo, en el mismo estado, hijo de Jane Adams, una profesora de canto, y Herbert Michael Hodges, su padrastro. En 1993, se graduó de la Escuela Secundaria de Cairo. Cuando estudiaba allí, participó en varias obras y una de sus profesoras, Lynn Steveson, lo alentó a que estudiase actuación. Steveson también le consiguió un papel en una producción de Las brujas de Salem, de Arthur Miller. Otros de sus mentores durante su adolescencia fueron Larry Baldwin,  entrenador del equipo de básquetbol Pilots, y el pastor Larry Potts, del Mighty Rivers Regional Worship Center.
Después de graduarse de secundaria, Jackson asistió a la American Musical and Dramatic Academy en la ciudad de Nueva York.

## Carrera
Jackson comenzó su carrera en 1995, cuando protagonizó el musical de Off-Broadway Time and the Wind, del compositor Galt MacDermot, conocido por su trabajo en Hair. Debutó en Broadway en 1997, como miembro del elenco y suplente de Simba en el musical El rey león. En el año 2000 quedó como actor titular para el papel de Simba. A continuación, trabajó en varias obras en Chicago y Mineápolis-Saint Paul. En 2004 obtuvo una nominación a los premios BATC en la categoría Mejor actor por Beggar's Holiday, y en 2006 ganó un Premio Joseph Jefferson (el equivalente de los Premios Tony en Chicago) por Comfortable Shoes. En 2007, regresó a Nueva York para unirse al elenco del musical de Off-Broadway In the Heights como Benny. El elenco ganó el Premio Drama Desk de 2007 al mejor elenco. Cuando la obra se mudó a Broadway, en 2008, Jackson conservó su papel.
En 2009, Jackson fue contratado como compositor para el programa de televisión infantil The Electric Company. En 2012, regresó a Broadway como Delray en Memphis, y en 2013 reemplazó a Everett Bradley como "Diga Diga Doo" en el musical After Midnight. En 2013, personificó a Derek Jeter y Bobby Sturges en la obra de Off-Broadway de Eric Simonson Bronx Bombers como parte de Primary Stages. Conservó su rol cuando la obra se mudó a Broadway, en 2014. Ese mismo año, interpretó el papel de Vertus en el musical Holler If Ya Hear Me, basado en la vida de Tupac Shakur.
En 2015, Jackson personificó a George Washington en el musical Hamilton, en Broadway. Fue nominado para un Premio Tony y realizó su última actuación el 13 de noviembre de 2016. Desde la temporada 2016-2017, interpreta el papel de Chunk Palmer en la serie Bull, de la CBS. Jackson también ha trabajado en Moana, Tracers, The Good Wife, Person of Interest, A Gifted Man y Nurse Jackie. Además, es miembro del grupo de hip-hop Freestyle Love Supreme. Ha sido nominado a tres Premios Emmy por su trabajo como compositor en televisión; en 2011, ganó el Emmy a la Mejor canción original por  “What I Am”, de Plaza Sésamo, compartido con Bill Sherman.

## Vida privada
En 2004, Jackson contrajo matrimonio con la actriz y cantante Verónica Vazquez, a quien conoció durante una producción de In the Heights. Antes de la primera función de In the Heights, Jackson descubrió que su hijo había sido diagnosticado con autismo. Jackson y su esposa son portavoces de KultureCity, una sociedad sin fines de lucro que promueve la aceptación y la inclusión de todos los individuos, más allá de sus capacidades. La pareja tiene un hijo, C. J., y una hija, Jadelyn. Jackson mide 1,88 m.

## Filmografía

### Teatro
- Time and the Wind, off-Broadway, 1996
- Bobo's, off-Broadway, 1996
- El rey león, Solista/Simba (suplente), Broadway, 1997-2000
- El rey león, Simba, Broadway, 2000-02
- El rey león, elenco, gira nacional, 2003-04
- Beggar's Holiday, Happy Mac, California, 2004
- Candide, elenco, New York City Opera, 2005
- Patience, Duque de Dunstable, New York City Opera, 2005
- Comfortable Shoes, Clay Harris, Chicago, 2004
- In the Heights, Benny, off-Broadway, 2007
- In the Heights, Benny, Broadway, 2008-09
- Memphis, Delray, Broadway, 2010
- In the Heights, Benny, Broadway, 2010-11
- Lonely, I'm Not, off-Broadway, 2011
- Cotton Club Parade, Encores!, 2012
- The Jammer, Charlie Heartbreak, off-Broadway, 2012
- After Midnight, invitado especial, Broadway, 2013
- Bronx Bombers, Bobby Sturges/Derek Jeter, off-Broadway, 2013
- Bronx Bombers, Bobby Sturges/Derek Jeter, Broadway, 2014
- Holler if Ya Hear Me, Vertus, Broadway 2014
- Hamilton, George Washington, off-Broadway, 2015
- Hamilton, George Washington, Broadway, 2015-2016

### Cine
- You'll Be a Man..., documental, 2012 (compositor)
- Broken Aster, corto, 2013 (compositor)
- Tracers, Lonnie, 2015
- Moana, Jefe Tui (voz), 2016
- Hamilton, George Washington, 2020

### Televisión
- Oz, Perry Loftus, 5 episodios, 2003
- The Electric Company, 2009 (director musical)
- Gossip Girl, 1 episodio, 2009
- Nurse Jackie, Trey, 1 episodio, 2010
- White Collar, Nico, 1 episodio, 2010
- Plaza Sésamo, 2010-14 (compositor)
- A Gifted Man, Rafael Douglas, 1 episodio, 2011
- Person of Interest, Farrow, 1 episodio, 2014
- The Good Wife, Michael Wood, 1 episodio, 2014
- Bull, Chunk Palmer, 2016–presente
- Live from Lincoln Center, él mismo, 2017
- The Lion Guard, Shujaa (voz), 2 episodios, 2018, 2019, Kitendo (voz), 1 episodio, 2019
- National Memorial Day Concert, él mismo, 2019[23]
- When They See Us, Peter Rivera, 2019
- Central Park, Glorious Gary (voz), 2020[24]

## Discografía
- In The Heights, 2009
- In the Name of Love, 2011
- Hamilton, 2015
- Moana, 2016
- "Life is Sweet" (Fearless, Mandy Gonzalez), 2017

## Premios y nominaciones
| Año  | Premio                         | Categoría                                           | Obra              | Resultado |
| ---- | ------------------------------ | --------------------------------------------------- | ----------------- | --------- |
| 2004 | Premio BATC                    | Mejor actor                                         | Beggar's Holiday  | Nominado  |
| 2006 | Premio Joseph Jefferson        | Mejor actor                                         | Comfortable Shoes | Ganador   |
| 2006 | Premios Black Theater Alliance | Mejor actor                                         | Comfortable Shoes | Nominado  |
| 2007 | Premios Drama Desk             | Mejor elenco                                        | In the Heights    | Ganador   |
| 2011 | Premios Daytime Emmy           | Mejor canción original en una serie infantil        | Plaza Sésamo      | Nominado  |
| 2011 | Premios Daytime Emmy           | Mejor canción original en una serie infantil        | Plaza Sésamo      | Ganador   |
| 2014 | Premios Daytime Emmy           | Mejor canción original en una serie infantil        | Plaza Sésamo      | Nominado  |
| 2016 | Premios Tony                   | Premio Tony al mejor actor de reparto en un musical | Hamilton          | Nominado  |
| 2016 | Premios Grammy                 | Premio Grammy al mejor álbum de teatro musical      | Hamilton          | Ganador   |
| 2016 | Premios Broadway.com           | Mejor actor en un musical                           | Hamilton          | Nominado  |